# Faltan lunas
Faltan lunas es el sexto álbum de estudio de la cantante mexicana Fey. Fue publicado el 3 de julio de 2006 en México y posteriormente el 1 de agosto en Estados Unidos por el sello EMI Music. Fue producido por Carlos Jean en Madrid donde se realizaron las sesiones de grabación y mezcla.

## Antecedentes y grabación
Tras un alentador álbum tributo que la ubicó nuevamente en el ambiente musical latino, Fey se aventura nuevamente de la mano de Jean para producir un nuevo disco similar en sonidos a su antecesor. Se realizó un arduo trabajo, pues a comparación con sus contemporáneas (que por aquella época lanzaron álbumes de covers) que revivían éxitos latinos de antaño, Fey se dio el trabajo de adaptar temas en otros idiomas como el inglés, italiano y polaco.
Después del proceso de adaptación, se editó y masterizo el álbum en España.

## Contenido
El disco es de corte electropop con toques acústicos e incluye estilos como downtempo y chill out, dando como resultado un disco bailable, con versiones de canciones de otros artistas adaptados al español y temas inéditos. Carlos Jean creó un sonido muy especial sumando a la música pop dance elementos acústicos.
Fey describe a Faltan lunas como ligero y simplificado, fresco en cuanto al ritmo y no sintió al disco como complicado al momento de grabarlo. Además lo tildó de divertido puesto que se divirtió grabándolo.
Algunas canciones versionadas fueron:
- "Y aquí estoy": "One Suitcase" (2005) de la cantante sur coreana Mink, fue sacado de su segundo álbum de estudio E+motion. Difiere de su versión en algunas frases, pero el concepto sigue fielmente lo que se expresa en la original.

- "Me has vuelto loca": Grabado por la cantante estadounidense Ana Cristina que se desprende de su álbum debut publicado en el 2003.

- "Como un ángel": "Fiskarna I Haven" (1995) de la cantante sueca Idde Schultz, sacado de su álbum debut Idde Schultz.

- "Tres razones": "Tre parole" (2001) de la cantante italiana Valeria Rossi. Este sería su primer sencillo como solista.[6]

- "Solo por bailar": "Declare Dance" (2004) de la cantante sueca Sylwia Chaliss. El tema se encuentra en su álbum debut y logró colmar expectativas en los mercados de Suecia y Países Bajos.[7]

- "Entre dos": "In Between" (2007) La cantante malasia Hanna Tan hizo su versión para su primer álbum Crossing Bridges.[8] "In Between" fue el primer sencillo de este álbum.

## Recepción

### Crítica
En la sección Latin Notas de la revista Billboard, Leila Cobo califica al álbum con un sonido europeo mezclado con música electrónica, dance y pop que hacen que Fey no olvide sus primeras producciones pero esta vez los sonidos la han hecho crecer. Según Cobo, Faltan lunas solidifica su reingreso al mercado.
En la página especializa en crítica musical The Dreamers, Faltan lunas también se le ubicó como un retroceso en la carrera de Fey. Según la web, el disco no pasará a la historia pero nos hará pasar un buen rato.
Gracias a esta producción, Carlos Jean obtuvo una nominación al Latin Grammy 2007 en la categoría de Productor del año por este álbum.

### Desempeño comercial
Faltan lunas obtuvo bajas ventas puesto que no recibió la promoción adecuada. Fey mostró su incomodidad y la tan mala promoción del álbum recayó en la discográfica EMI. La misma cantante sostuvo que la casa discográfica no mostraba interés en la promoción de este disco, siendo ella misma quien pidiera su carta de retiro de esta discográfica. A pesar de su mala promoción, Faltan lunas se convierte en el álbum de la semana en Mixup, una de las tiendas de discos más importantes de México.
El álbum no se publicó en el resto de Latinoamérica, excepto en Colombia donde la canción "Y aquí estoy" tuvo excelente rendimiento y eso benefició a los fanes colombianos al poder contar con una edición propia. De forma humorística, Fey tituló a su álbum Faltan promociones en el 2009.

## Promoción
Fey presentó su disco en varios programas de TV como Otro rollo (México), El show de Cristina (donde fue entrevistada junto a su madre) y Sábado gigante (EE.UU) en el 2006. Se voceó que "Me has vuelto loca" se convertiría como segundo sencillo del disco. Fey presentó esta canción en el programa El bar provoca, pero quedó totalmente descartado.
También hizo un concierto bajo la dirección de radio EXA. Otro evento de relevancia fue su presentación en el concurso de belleza "Nuestra belleza 2006". A pesar de estos intentos, Faltan lunas no logró ubicarse a gusto del público y decayó en fama. Al no contar con el apoyo suficiente, Fey hizo suponer un segundo retiro.

### Sencillos
"Y aquí estoy" fue lanzado como primer sencillo. Fey viajó a Argentina donde grabó un clip para la canción bajo la dirección de Julieta Almada. La canción ingresó a canales musicales como Ritmoson latino, pero rápidamente desaparece de la programación del mismo canal. En su desempeño radial "Y aquí estoy" rozó las listas semanales pero no logró ubicarse en los primeros lugares. En Colombia obtiene su único uno.
"Como un ángel" fue publicado en enero del 2007, casi seis meses después del primer sencillo. Este sencillo pasó desapercibido en casi toda Latinoamérica. Fey pretendía grabar un clip para la canción, pero no se concretó. El vestuario de este videoclip iba a estar bajo la dirección de Gerardo Dragonetti y Fey se refirió al video con la frase: "tiene que ser algo muy especial".

## Lista de canciones
Faltan lunas contiene 11 canciones en una primera edición. No se publicaron dos versiones anglosajonas que se vocearon en su oportunidad.
| N.º | Título               | Escritor(es)                                            | Adaptación                       | Duración |  |
| 1.  | «Y aquí estoy»       | De Giorgio/ Lundberg                                    | Ángela D./ S. Rivas              | 4:13     |  |
| 2.  | «Me has vuelto loca» | Ray Contreras/ Jimmy Greco/ Claudia Brant               |                                  | 3:27     |  |
| 3.  | «Como un ángel»      | Staffan Hellstrand                                      | María Fernanda Blázquez Gil      | 4:26     |  |
| 4.  | «Faltan lunas»       | Graeme Pleeth/ Shelly Poole                             | M.F. Blázquez G./Nacho Larrañaga | 3:47     |  |
| 5.  | «Tres razones»       | Valeria Rossi                                           | Francisco Cabras/ Liliana Ritten | 4:22     |  |
| 6.  | «La última gota»     | Carola Rosas/ Armando Ávila                             |                                  | 3:47     |  |
| 7.  | «Solo por bailar»    | Jade Ell/ Niklas Bergwall/ Niklas Kings/ Sylwia Chaliss | Ángela D./J.L Querubín           | 3:15     |  |
| 8.  | «Entre dos»          | Anders Wollbeck                                         | Ángela D./ J.L Querubín          | 3:36     |  |
| 9.  | «Yo decido»          | Anders Wollbeck/ Lindblom/ Andy Love                    | Ángela D./ J.L Querubín          | 3:35     |  |
| 10. | «Volar otra vez»     | Graeme Pleeth/ Shelly Poole                             | Ángela D./ J.L Querubín          | 3:56     |  |
| 11. | «Si tengo miedo»     | Manu                                                    |                                  | 3:29     |  |

## Posiciones
| Listas (2006)       | Mayor posición |
| ------------------- | -------------- |
| Mexican Album Chart | 9              |
| Colombia            | 7              |